# Jurasaari (ö i Mellersta Finland)
Jurasaari är en ö i Finland. Den ligger i sjön Suontee och i kommunen Joutsa i den ekonomiska regionen  Joutsa ekonomiska region  och landskapet Mellersta Finland, i den södra delen av landet, 190 km nordost om huvudstaden Helsingfors. Öns area är 0,8 hektar och dess största längd är 230 meter i nord-sydlig riktning.